# 交響曲第3番 (ブルッフ)
交響曲第3番ホ長調作品51は、マックス・ブルッフが1882年に完成させた交響曲。

## 概要
交響曲第2番の作曲から12年後、ブルッフがリヴァプールで活動していた時期にレオポルト・ダムロッシュの依頼で作曲され、1882年12月13日、ダムロッシュ指揮のニューヨーク交響楽協会によって初演が行われた。作曲には1870年頃に書かれたスケッチが利用されており、そのこともあって作品の出来に満足しなかった作曲者は改訂を施し、1886年に現行の改訂版が初演され、1887年に出版された。
作品にはブルッフが若いころを過ごしたラインラントへの郷土愛が反映されており、当初は「ライン」を副題に使用する事も検討されていた。全体を肯定的な色調が支配し、他の2曲の交響曲に比べ交響的な構築よりもおおらかな旋律性が前面に出されている。

## 楽器編成
フルート2、オーボエ2、クラリネット2、ファゴット2、ホルン4、トランペット3、トロンボーン3、チューバ、ティンパニ、弦五部

## 楽曲構成
全4楽章からなり、演奏時間は約36分。
- 第1楽章 Andante sostenuto - Allegro molto vivace　
ホ長調、4/4拍子‐4/2拍子。序奏を持つソナタ形式。ゆるやかな序奏では木管楽器のソロが効果的に利用され、溌剌とした第一主題がそれに続く。テンポを落として提示される第2主題は序奏にも現れていたもので、自作のオペラ《ローレライ》と動機の上で関連を持つ。
- 第2楽章 Adagio ma non troppo 
ト長調、6/8拍子。ロベルト・シューマンの交響曲第4番や「ライン」交響曲との関連が指摘される。コラール風の序奏に続き、弦に現れた旋律が変容していく。ハンス・フォン・ビューローが「アダージョ楽章は集中して聴かれるべきである」と評した。
- 第3楽章 Scherzo Vivace　
ハ長調、3/4拍子。ロンド形式。五音音階によるのどかなロンド主題に始まり、田園の祭りを思わせる音楽が快活に繰り広げられてゆく。初演時から人気のある楽章であり、ビューローが指揮した演奏会ではアンコールされているほか、ニューヨーク・タイムズの批評では「明るく独創的であり、魅力的な筆致」と評されている。
- 第4楽章 Allegro ma non troppo　
ホ長調、4/4拍子。ソナタ形式。第一楽章とは対照的に、雄大な第一主題にトゥッティで奏される第二主題が続く。